# Findomestic banka Beograd
Findomestic banka Beograd est une banque serbe qui a son siège social à Belgrade, la capitale de la Serbie. Elle fait partie du groupe français BNP Paribas.

## Activités
Findomestic banka Beograd est une banque commerciale qui propose des services bancaires aux particuliers. Elle propose des comptes courants, des chéquiers et des cartes de crédit, des prêts, des produits d'épargne, un service de banque électronique ; elle pratique le change et offre également des services de paiements internationaux. Elle travaille également avec les entreprises.

## Capital
Le capital de Findomestic banka Beograd est détenu à 100,00 % par le groupe italien Findomestic Banca S.p.A.